# Vertrag von Washington (1836)
Der Vertrag von Washington wurde am 28. März 1836 in Washington, D.C. von Henry Schoolcraft, einem Indianerkommissar der Vereinigten Staaten, und mehreren Abgeordneten der Ottawa und Anishinabe (amerikanische Ureinwohner) abgeschlossen und am 27. Mai 1836 ratifiziert. Mit diesem Vertrag traten die Stämme ein Gebiet, das ungefähr 13.837.207 Acre (55.997 km²) im nordwestlichen Teil der Unteren Halbinsel von Michigan umfasst, und den östlichen Teil der Oberen Halbinsel von Michigan ab. Dieses Gebiet stellt ungefähr 37 % der gegenwärtigen Landfläche des Staates Michigan dar.
Die Grenze begann an der Nordseite der Mündung des Grand Rivers und folgte dann dem Fluss nach Osten bis hin zu den sich treffenden Grenzen, die in den früheren Verträgen (Vertrag von Chicago 1821 und Vertrag von Saginaw 1819) beschrieben waren. An diesem Punkt liegt heute Boston Township im Ionia County zwischen Saranac und Lowell. Von dort verlief die Grenze in einer direkten Linie zum Oberlauf des Thunder Bay Rivers in Albert Township im südlichen Teil des Montmorency County zwischen Lewiston und Atlanta. Dann ging es dem Fluss zu seiner Mündung im Huronsee nach und von dort nordöstlich zu der internationalen Grenze zwischen den Vereinigten Staaten und Kanada. Der internationalen Grenze folgend durch den St. Marys River zu einem Punkt im Oberen See nördlich von Gitchy Seebing oder dem Chocolay River (im Vertrag als der „Chocolate River“ bezeichnet) in die nordöstliche Ecke von Chocolay Township im Marquette County, gerade südöstlich von Marquette, Michigan. Von dort ging es dem Fluss zu seinem Oberlauf in die nordöstlichen Ecke von Forsyth Township, ein paar Meilen nordöstlich von Gwinn. Die Grenze verlief dann in direkter Linie zum Oberlauf des Escanaba Rivers (im Vertrag als der „Skonawba River of Green Bay“ bezeichnet) und dann entlang der Südbank des Flusses zu seiner Mündung nördlich von Escanaba an der Little Bay de Noc. Von dort durch die Fahrrinne in die Bay of Green Bay und durch den Michigansee zu einem Punkt westlich der Mündung von dem Grand River. Am Ende nach Osten zum Ausgangspunkt.
Einige der amerikanischen Ureinwohner, die den Vertrag unterzeichnet hatte, wurden durch andere amerikanische Ureinwohner getötet, was angeblich aufgrund ihrer Teilnahme geschah.